# Socialna anksiozna motnja
Socialna anksiozna motnja, znana tudi kot socialna fobija, je tesnobna motnja karakterizirana z intenzivnim strahom pri eni ali več socialnih situacijah, ki povzroča znatno zaskrbljenost in poslabšano zmogljivost funkcioniranja v vsaj nekaterih delih vsakdanjega življenja. Ti strahovi so lahko sproženi z zaznanim ali dejanskim obsojanjem drugih. Socialna fobija je najbolj pogosta tesnobna motnja in ena izmed najbolj pogostih psihiatričnih motenj. V Ameriki se je s to motnjo srečalo že 12 odstotkov odraslih ljudi.
Fizični simptomi, ki pogosto spremljajo socialno fobijo, vključujejo pretirano zardevanje, pretirano potenje, tresenje, razbijanje srca in slabost. Prisotno je lahko tudi zatikanje besed, skupaj s hitrim govorom. Zaradi intenzivnega strahu in nelagodja lahko pride tudi do napadov panike. Nekateri bolniki se za omilitev simptomov strahu in zadržkov pri družabnih dogodkih zatečejo k alkoholu in drugim substancam. Običajno se ti bolniki sami ´zdravijo´ na tak način, predvsem tisti, ki niso bili diagnosticirani in/ali se ne zdravijo za socialno anksiozno motnjo. To pa lahko vodi do alkoholizma, motenj v prehranjevanju ali zlorabe drugih substance. Socialni fobiji se reče tudi ´bolezen izgubljenih priložnosti´, ko posamezniki sprejemajo velike življenjske odločitve, da bi si omilili stanje. Za določanje socialno anksiozne motnje in merjenje resnosti le te se uporabljata dve lestvici: SPAI-B in Liebowitzeva skala.
Prva v liniji zdravljenja za socialno fobijo je kognitivna vedenjska terapija s priporočenimi zdravili le za tiste paciente, ki niso zainteresirani za terapijo. Kognitivna vedenjska terapija je učinkovita pri zdravljenju socialne fobije, če gre za posameznika ali skupino več pacientov. Pri tej terapiji gre za iskanje in spreminjanje miselnih vzorcev in fizičnih reakcij pri situacijah, ki sprožajo tesnobo. Pozornost namenjena socialni fobiji se je znatno povečala z odobritvijo in marketingom zdravil za zdravljenje le te.

## Znaki in simptomi

### Kognitivni vidik
Pri tem modelu socialne fobije gre za tiste, ki jih je groza tega kako jih bodo videli drugi. Lahko se počutijo preveč sramežljivi, preveč pozornosti posvečajo sebi ali imajo visoka pričakovanja za svoja dejanja. Glede na socialno psihologijo o samo predstavitvi, se hoče oseba, ki trpi za socialno fobijo, predstaviti kot oseba z lepimi manirami, vendar sama ne verjame, da je tega zmožna. Velikokrat pred, za njih, potencialno stresno situacijo, ti ljudje namerno razmišljajo, kaj bi lahko šlo narobe in kako bi se spopadli z nastalo situacijo. Po dogodku imajo lahko občutek, da so odreagirali nezadovoljivo. Posledično bodo obravnavali kaj vse bi lahko bilo narobe in sramotno. Te misli se ne ustavijo takoj po dogodku, ampak se lahko nadaljujejo tudi še tedne ali dlje. Misli so pogosto samouničujoče in napačne. Ljudje s socialno fobijo so nagnjeni k temu, da si nevtralne ali nejasne pogovore razlagajo z negativnim pogledom in veliko študij je pokazalo, da si ti ljudje zapomnijo več negativnih spominov kot ostali. 
Primer bi lahko bil predstavitev delavca svojim sodelavcem. Med prezentacijo oseba lahko zajeclja in je potem zaskrbljena zaradi tega in misli, da so si vsi to zapomnili in ga sedaj gledajo drugače. Tako mišljenje pripelje do nadaljnega jecljanja, potenja in možnosti napada panike.

### Vedenjski vidik
Socialna fobija se izraža s konstantnim strahom pred eno ali več situacijami pri katerih bi lahko bila oseba izpostavljena obsojanju drugih in strahu pred tem, da bi lahko odreagirala ponižujoče ali bila osramočena. Tako vedenje presega meje normalne sramežljivosti in vodi do pretiranega izogibanja družbi in znatne socialne ali poklicne oviranosti. Zastrašujoče so lahko že skoraj vse socialne aktivnosti predvsem tiste, ki potekajo v manjših skupinah, zmenki, zabave, pogovor z neznanci, intervjuji, itd.
Tisti, ki trpijo za to fobijo se bojijo biti obsojani s strani ostalih v družbi. V večini so ljudje s socialno fobijo nervozni v prisotnosti oseb z avtoriteto in se počutijo nelagodno med zdravniškimi pregledi. Ljudje s to motnjo se lahko obnašajo ali kaj rečejo na določen način in se potem tega sramujejo ali pa se počutijo ponižane. Da bi se izognili takim situacijam, se raje izolirajo od drugih in družbe. Lahko se počutijo neprijetno ob spoznavanju ljudi in so zadržani v večjih skupinah ljudi. V nekaterih primerih se to lahko pokaže kot izogibanje očesnemu kontaktu ali kot zardevanje, ko so ogovorjeni.
Psiholog Burrhus Frederic Skinner pravi, da so fobije kontrolirane s pobegom in izogibanjem. Primer: Študent zapusti učilnico, ko mora govoriti pred razredom (pobeg) in se v nadaljnje izogne predstavitvam pred razredom zaradi predhodne izkušnje- paničnega napada (izogibanje). Izogibanje lahko vključuje skoraj patološko laganje posameznika, da bi si ohranil samopodobo in se izognil obsojanju drugih. Vedenje z manjšim izogibanjem se kaže v izogibanju očesnemu kontaktu in prekrižanju rok v izogib rokovanju.

### Fiziološki vidik
Fiziološki učinki pri socialni fobiji so podobni kot pri ostalih anksioznih motnjah. Pri odraslih so to lahko solze, pretirano potenje, slabost, oteženo dihanje, tresenje in razbijanje srca. Lahko se pojavi motnja pri hoji (kadar so zaskrbljeni kako hodijo in zato lahko začnejo izgubljati ravnotežje), še posebej, če gredo mimo večje skupine ljudi. Zelo pogosto je zardevanje. Ti vidni simptomi pa samo še ojačajo občutek anksioznosti v prisotnosti drugih. Študija iz leta 2006 je pokazala, da je del možganov imenovan amigdala (center strahu), del limbičnega sistema, hiperaktiven, ko so pacientom prikazane slike grozečih obrazov ali grozeče/nevarne situacije. Ugotovili so, da pri pacientih z bolj izraženo socialno fobijo obstaja soodvisnost s povečanim odzivom v amigdali.

## Povezanost z drugimi motnjami/boleznimi
Socialna fobija kaže visoko stopnjo povezanosti z drugimi psihiatričnimi motnjami. Študija je pokazala, da ima 66 odstotkov tistih, ki trpijo za socialno fobijo vsaj še eno psihiatrično motnjo. Socialna fobija se velikokrat pojavi z nizko samopodobo in klinično depresijo, najverjetneje zaradi pomanjkanja osebnih razmerij in dolgo trajajoče izolacije zaradi izogibanja socialnim situacijam. Z namenom, da bi si olajšali simptome anksioznosti se veliko pacientov zateka k alkoholu in drugim substancam. Ocenjeno je, da je petina tistih, ki trpijo za socialno fobijo tudi odvisnikov od alkohola. Nekatere raziskave pa to ugotovitev zavračajo. Ena od najbolj dopolnilnih psihiatričnih stanj je depresija. Klinična depresija se 1.49 do 3.5 krat bolj pogosto pojavi pri tistih, ki že trpijo za socialno fobijo. Poleg depresije so še ostale anksiozne motnje, še posebej, splošna anskiozna motnja. Visoko povezanost s socialno fobijo ima tudi osebnostna motnja izogibanja (25-89 odstotkov). Pacienti, ki trpijo za socialno fobijo so bolj nagnjeni k izogibanju skupinskim terapijam in bolj nagnjeni k ponovitvam bolezni v primerjavi s tistimi, ki nimajo obeh motenj istočasno. DSM-IV kriterij navaja, da posameznik ne more prejeti diagnoze socialne fobije, če njegovi simptomi kažejo bolj na eno iz spektra avtističnih motenj, kot je avtizem in aspergerjev sindrom. Zaradi visoke povezanosti in prekrivajočih se simptomov z ostalimi boleznimi, lahko zdravljenje oseb s socialno fobijo pomaga razumeti globlje ležeče povezave ostalih psihiatričnih motenj. Obstaja raziskava, ki prikazuje, da je socialna fobija tesno povezana z bipolarno motnjo in motnjo pozornosti in motnjo hiperaktivnosti (ADHD).

## Vzroki
Raziskave iskanja vzrokov za socialno fobijo so zelo obširne, segajo od nevroznanosti do sociologije. Znanstveniki še niso ugotovili točnega vzroka za nastanek motnje. Študije so pokazale, da lahko genetika v povezavi z okoljskimi vplivi igra vlogo pri nastanku motnje. Socialna fobija ni povzročena z drugo mentalno motnjo ali z zlorabo substanc. 
Običajno se motnja začne na neki specifični točki posameznikovega življenja. Razvije se čez čas, ko se oseba trudi, da bi si opomogla. Sčasoma se blaga nerodnost razvije v simptome socialne anskioznosti ali fobije.

## Genetika
Dokazano je bilo, da je tveganje za socialno fobijo 2- do 3-krat večje, če za njo že trpi kdo od najbližjih sorodnikov. To je lahko posledica genetike, lahko pa pomeni, da otroci razvijajo strah in izogibanje skozi procese opazovalnega učenja ali starševske psihosocialne vzgoje. Študije izvedene na identičnih dvojčkih vzgajanih v različnih družinah (zaradi posvojitve) so prikazale, da če se je pri enem od dvojčkov razvila socialna fobija, je imel drugi 30-50 odstotkov več možnosti, da se pri njem prav tako razvije ta motnja. Do neke točke ta dednost naj ne bi bila točna, na primer, študije so pokazale, da če starš trpi za katerokoli od anksioznih motenj ali klinično depresijo, potem bo otrok nekoliko bolj verjetno razvil anksiozno motnjo ali socialno fobijo. Študije kažejo, da so starši otrok s socialno fobijo tudi sami bolj socialno izolirani. In pa, da je sramežljivost pri starših posvojiteljih precej povezana s sramežljivostjo posvojenih otrok.
Odraščanje s preveč zaščitniškimi in hiperkritičnimi starši je prav tako povezano s socialno fobijo. Mladostniki, ki so bili ocenjeni z negotovo navezanostjo do matere kot novorojenčki so bili dvakrat bolj podvrženi razvoju anksioznih motenj, vključno s socialno fobijo, v poznejši mladosti. 
Povezana linija raziskav je raziskovala vedenjske zadržke pri dojenčkih. Študije so pokazale, da okoli 10-15 odstotkov posameznikov kaže zgodnji značaj fobije, ki naj bi bil delno zaradi genetike. Nekateri nadalje kažejo znake skozi mladostništvo in odraslost in so bolj podvrženi razvoju socialno anksiozne motnje.